# کمیته المپیک فیلیپین
کمیته المپیک فیلیپین (انگلیسی: Philippine Olympic Committee) یک سازمان ورزشی است که نماینده کشور فیلیپین در کمیته بین‌المللی المپیک می‌باشد.
این سازمان که در سال ۱۹۱۱ تاسیس شده مسئول آماده‌سازی و اعزام ورزشکاران به بازی‌های المپیک، بازی‌های المپیک جوانان و بازی‌های آسیایی است. 